# 소브레메니급 구축함
소브레메니급 구축함은 러시아 해군의 주요 대수상전 함정이다. 대잠전을 주요 임무로 하는 우달로이급 구축함과 함께 편성되어 방공 및 대수상함전을 주 임무로 하고 있다. 1980년에 소련 해군에 취역했으며, 소련에서는 Project 956으로 불렸다.